# Botanophila sanctiforceps
Botanophila sanctiforceps är en tvåvingeart som beskrevs av Xue och Yang 2002. Botanophila sanctiforceps ingår i släktet Botanophila och familjen blomsterflugor.
Artens utbredningsområde är Gansu (Kina). Inga underarter finns listade i Catalogue of Life.